# Earl of Malmesbury

Wappen der Earls of Malmesbury

Earl of Malmesbury ist ein erblicher britischer Adelstitel in der Peerage of Great Britain, benannt nach der Stadt Malmesbury in Wiltshire.
Familiensitz der Earls ist Greywell Hill House, nahe Basingstoke in Hampshire.

## Verleihung und nachgeordnete Titel
Der Titel wurde am 29. Dezember 1800 an den britischen Diplomaten James Harris, 1. Baron Malmesbury verliehen, zusammen mit dem nachgeordneten Titel Viscount FitzHarris, of Hurn Court in the County of Southampton. Dieser war Botschafter in verschiedenen europäischen Ländern sowie Mitglied des House of Commons gewesen und war am 19. September 1788 als Baron Malmesbury, of Malmesbury in the County of Wilts erhoben worden.
Der älteste Sohn des jeweiligen Earls führt als Titelerbe den Höflichkeitstitel Viscount FitzHarris.

## Liste der Earls of Malmesbury (1800)
- James Harris, 1. Earl of Malmesbury (1746–1820)
- James Edward Harris, 2. Earl of Malmesbury (1778–1841)
- James Howard Harris, 3. Earl of Malmesbury (1807–1889)
- Edward James Harris, 4. Earl of Malmesbury (1842–1899)
- James Edward Harris, 5. Earl of Malmesbury (1872–1950)
- William James Harris, 6. Earl of Malmesbury (1907–2000)
- James Carleton Harris, 7. Earl of Malmesbury (* 1946)

Titelerbe (Heir apparent) ist der älteste Sohn des jetzigen Earls, James Hugh Carleton Harris, Viscount FitzHarris (* 1970).